# Eurymorphopus dubius
Eurymorphopus dubius är en insektsart som beskrevs av Günther, K. 1974. Eurymorphopus dubius ingår i släktet Eurymorphopus och familjen torngräshoppor. Inga underarter finns listade i Catalogue of Life.